# Juande Ramos
Juan de la Cruz Ramos Cano, meist nur Juande Ramos (* 25. September 1954 in Pedro Muñoz, Provinz Ciudad Real), ist ein ehemaliger spanischer Fußballspieler und heutiger -trainer.
Seine Karriere als Spieler fand in drei Erstligaspielen für den FC Elche in den 1970er Jahren ihren Höhepunkt. Als Trainer waren seine größten Erfolge der zweifache Gewinn des UEFA-Pokals und der spanische Pokalsieg mit dem FC Sevilla zwischen 2006 und 2007.

## Karriere

### Spielerlaufbahn
Juande Ramos begann seine Fußballerlaufbahn beim FC Elche in der Primera División, wo er von 1973 bis 1977 zum Profikader gehörte. Während dieser Zeit kam er jedoch nur in drei Ligaspielen als Wechselspieler zum Einsatz. Insgesamt spielte er dabei weniger als 20 Minuten. Nach mehreren Stationen bei unterklassigen Klubs beendete Ramos aufgrund einer schweren Knieverletzung seine Spielerkarriere mit 28 Jahren.

### Trainerlaufbahn
Als Trainer begann er ebenfalls in der Jugend des FC Elche, wo er 1991 die zweite Mannschaft übernahm und als Assistenztrainer der ersten Mannschaft arbeitete. Nach zahlreichen Stationen bei kleineren spanischen Klubs, einem Aufstieg in die Primera División in der Saison 1995/96 mit CD Logroñés, sowie einem Jahr in der Jugend des FC Barcelona, gelang Juande Ramos als Trainer des Madrider Vereins Rayo Vallecano der Durchbruch. In seiner ersten Saison gelang ihm der Aufstieg in die Primera División, 1999/2000 erreichte er den neunten Rang in der Meisterschaft, bis zum heutigen Tag die beste Platzierung der Vereinsgeschichte, und im darauffolgenden Jahr konnte Ramos den kleinen Klub bis ins Viertelfinale des UEFA-Pokals führen.
In der Saison 2001/02 übernahm er den frisch aufgestiegenen Verein Betis Sevilla und erreichte auf Anhieb die Qualifikation für den UEFA-Pokal durch einen überraschenden sechsten Endrang. Sein darauf folgender Wechsel zu Espanyol Barcelona endete schon nach fünf Spieltagen aufgrund schwerer Unstimmigkeiten mit den Vorstand des Klubs. In der Saison 2003/04 erreichte er mit dem FC Málaga den zehnten Tabellenrang.
Im Sommer 2005 verpflichtete der FC Sevilla Ramos, beim Klub aus der andalusischen Hauptstadt feierte er seine größten Erfolge als Trainer. Schon in seinem ersten Jahr gewann seine Mannschaft den UEFA-Pokal und den Europäischen Supercup. Er selbst wurde gemeinsam mit Frank Rijkaard zum UEFA-Trainer des Jahres gewählt. In der darauffolgenden Saison verteidigte er mit Sevilla den UEFA-Pokal, gewann den Spanischen Pokal und beendete die Saison auf dem dritten Platz. Im Sommer 2007 folgte der Gewinn des Spanischen Supercups gegen Meister Real Madrid.
Im Oktober 2007 verließ Ramos überraschend Sevilla, um ein Angebot von Tottenham Hotspur in der englischen Premier League anzunehmen, wo er die Nachfolge des entlassenen Martin Jol antrat. Nach nur vier Monaten bei den Hauptstädtern gewann er mit dem League Cup den ersten Titel der Londoner nach neun Jahren Pause. Nach dem schlechtesten Saisonstart seit 1912 wurde Ramos am 26. Oktober 2008 allerdings entlassen. Seinen Posten übernahm Harry Redknapp.
Nach der Entlassung von Bernd Schuster am 9. Dezember 2008 wurde Ramos Trainer von Real Madrid. Dort erhielt er einen Vertrag bis zum Ende der Spielzeit 2008/09, der nach einer mäßigen Saison als Tabellenzweiter mit neun Punkten Rückstand auf Meister FC Barcelona nicht verlängert wurde. Im September 2009 trat Ramos die Nachfolge des entlassenen Zico beim PFK ZSKA Moskau an, wo er jedoch am 26. Oktober schon wieder entlassen wurde.
2010 bis 2014 war er bei Dnipro Dnipropetrowsk in der Ukraine. Er führte den Verein 2014 zur Vizemeisterschaft, der besten Platzierung seit 1993. Er verließ Dnipro wegen der politischen Situation in der Ukraine.
Zu Beginn der Saison 2016/17 kehrte er mit einem bis 2019 laufenden Vertrag zum FC Málaga zurück, wo er Javi Gracia nachfolgte der den Verein 2015/16 auf den achten Platz führte. Zwischen Weihnachten und Neujahr wurde der Vertrag, vornehmlich auf Betreiben von Ramos wegen des schlechten Verhältnis zum Vereinschef Scheich Abdullah Al-Thani, wieder aufgehoben. Málaga lag zu diesem Zeitpunkt nach 16 Spieltagen auf dem 11. Platz. Sein Assistent, der uruguayische Ex-Málaga-Spieler Marcelo Romero, wurde umgehend als Nachfolger bestellt.

## Erfolge als Trainer
- UEFA-Pokal-Sieger: 2005/06, 2006/07
- UEFA-Super-Cup-Sieger: 2006
- Spanischer Pokalsieger: 2006/07
- Spanischer Supercupsieger: 2007
- Englischer Ligapokal: 2007/08